# FringeBacker
FringeBacker是一個香港的群眾集資平台，由許婷婷在2012年創辦，是第一個香港的群眾集資平台，可作為創意產業、慈善活動及一般活動集資使用。

## 著名使用人士
- 曾俊華，用以競選行政長官。[2]
- Hong Kong Free Press，用以籌款日常經費。

## 外部連結
- FringeBacker（页面存档备份，存于）